# Platostoma rotundifolium
Platostoma rotundifolium là một loài thực vật có hoa trong họ Hoa môi. Loài này được John Isaac Briquet miêu tả khoa học đầu tiên năm 1894 dưới danh pháp Geniosporum rotundifolium. Năm 1997 A. J. Paton chuyển nó sang chi Platostoma.
Loài này là bản địa khu vực nhiệt đới châu Phi.